# Сен-Пьер (Реюньон)
Сен-Пьер (фр. Saint-Pierre) — коммуна в заморском департаменте Франции Реюньон.

## История
Поселение Сен-Пьер было основано в 1735 году. В 1854 году здесь началось сооружение порта. В 1882 году Сен-Пьер был соединён железной дорогой с Сен-Луи.
С 2000 года в Сен-Пьере размещается администрация заморского территориального образования с особым статусом «Французские Южные и Антарктические территории».

## География
Сан-Пьер расположена в юго-западной части острова Реюньон.

## Спорт
В городе базируются футбольная команда «Сен-Пьеруаз». Уроженцем Сен-Пьера является Жан-Мишель Фонтен, рекордсмен сборной Реюньона.